# Poppenbüll
Poppenbüll – miejscowość i gmina w Niemczech, w kraju związkowym Szlezwik-Holsztyn, w powiecie Nordfriesland, wchodzi w skład urzędu Eiderstedt.